# Франсільєн
Франсільєн (вимовляється: [fʁɑ̃siljɛn]) — частково завершена кільцева дорога в Іль-де-Франс (регіон, що включає Париж), Франція, розташована за межами автомагістралі A86.
Запланована кільцева дорога  становить приблизно 50 кілометрів у діаметрі, схожа за розміром на лондонську автомагістраль М25. Почавши з 1970 року, існуючі сегменти охоплюють приблизно дві третини кільця під різними назвами (A104, N104, N184). Наприкінці 2000-х було заплановано, що будівництво західних секцій, які мали б завершити Франсільєн, відбудеться між 2011 і 2015 роками. Усі майбутні споруди мають відповідати стандартам автомагістралі та позначатися лише як A104.

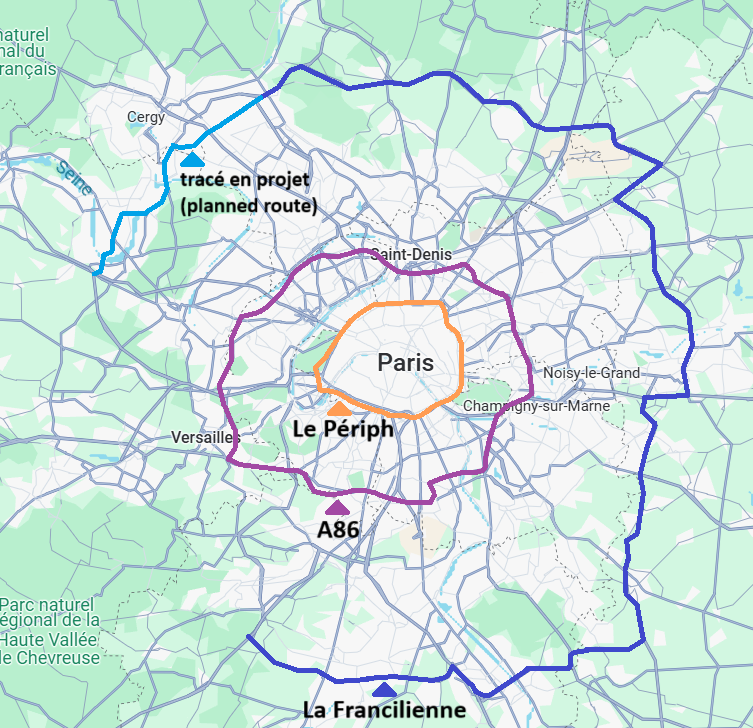
Франсільєн (синій), Паризька супер периферія A86 (фіолетовий) і Периферік (помаранчевий)

Однак у червні 2013 року у звіті «Mobilité 21» про пріоритет національної інфраструктури було відкладено завершення західної частини після 2021 і, можливо, 2030 років, відносячи Francilienne до низькопріоритетного (другого класу) національного інфраструктурного проекту (разом із 80 євро). на інші дорожні, залізничні та річкові/портові проекти вартістю 30 мільярдів євро) за 30 мільярдів євро у високопріоритетних (першокласних) проектах, які, ймовірно, будуть єдиними, які будуть побудовані у Франції між 2017 і 2030 роками в умовах поточних прогнозованих бюджетних обмежень.
Південно-східна частина Франсільєн, N104 між A4 і A6, сильно перевантажена і переносить високий відсоток руху важких вантажних автомобілів (HGV). Станом на 2013 рік деякі частини N104 поблизу A4 були розширені до шести смуг (по три в кожну сторону). Уряд Франції ще не визначив жодну зі смуг як смугу для транспортних засобів.